# 白鹿記念酒造博物館
白鹿記念酒造博物館（はくしかきねんしゅぞうはくぶつかん）は、兵庫県西宮市にある日本酒をテーマとする兵庫県の登録博物館。運営は、公益財団法人白鹿記念酒造博物館。「酒ミュージアム」の愛称で知られる。
日本博物館協会会員館。博物館法に基づく兵庫県教育委員会登録博物館である。

## 概要
日本の酒造りの歴史と文化を後世に伝承することを目的として、清酒「白鹿」醸造元の辰馬本家酒造により1982年（昭和57年）に設立された。開館時は1892年（明治25年）築の長大な酒蔵を「酒蔵館」としていたが、1995年（平成7年）の阪神・淡路大震災で全壊。その跡地に同規模の記念館が建設された。現在の「酒蔵館」はその北西にある明治2年築の酒蔵を使用したものである。
「記念館」では日本酒に関連する美術品や文献資料を常設展示しており、春と秋には企画展を開催する。付設されている「笹部さくら資料室」では桜の研究・保護・育成に人生の大半を費やした笹部新太郎が収集した桜に関する資料（西宮市より寄託）を展示している。
「酒蔵館」では酒造りの道具・資料を展示するとともに釜場・槽場跡の遺構を公開し、酒造りの歴史と技術を紹介する。
開設時に辰馬本家当主だった辰馬章夫は吉田五十八芸術振興財団より「特別賞」を受賞し、また博物館は清酒と地域文化と観光を結びつけ文化産業として活性化をはかったとして兵庫県第1回「みどりの建築賞」など4賞を受賞した。

## 利用情報
- 開館時間 : 10:00 - 17:00（入館は16:30まで）
- 休館日 : 火曜日（祝日の場合は翌日、連休の場合は連休明けの日）、夏期、年末年始
- 所在地 : 〒662-0926 兵庫県西宮市鞍掛町8-21

## 交通アクセス
- 西宮駅 (阪神)徒歩15分

## 周辺
- 辰馬喜十郎住宅 - 辰馬分家・南辰馬家当主の旧邸。擬洋風建築、県指定文化財
- 白鷹禄水苑
- アンリ・シャルパンティエハーバースタジオ43
- 西宮神社

## ギャラリー

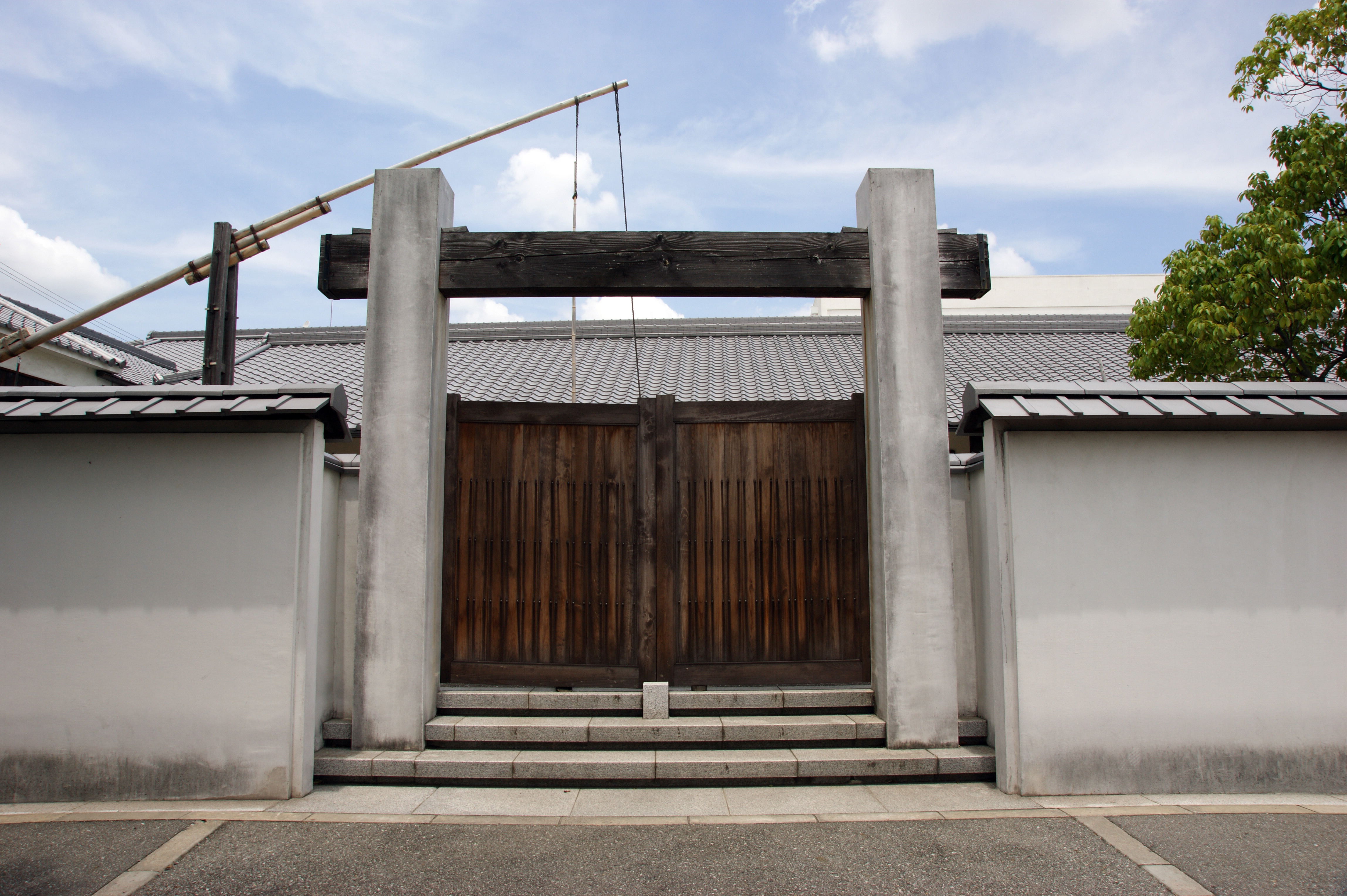
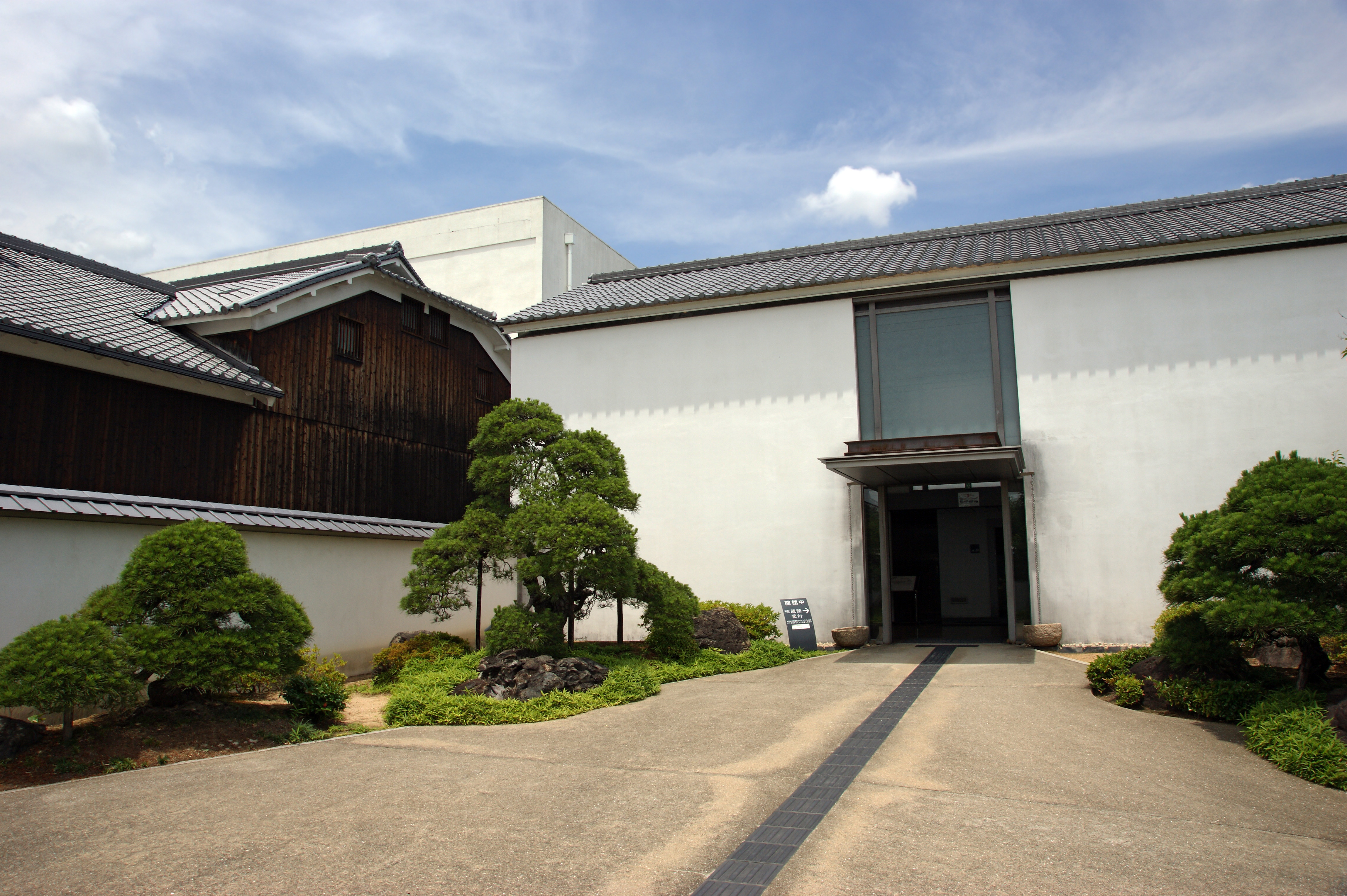
酒蔵館
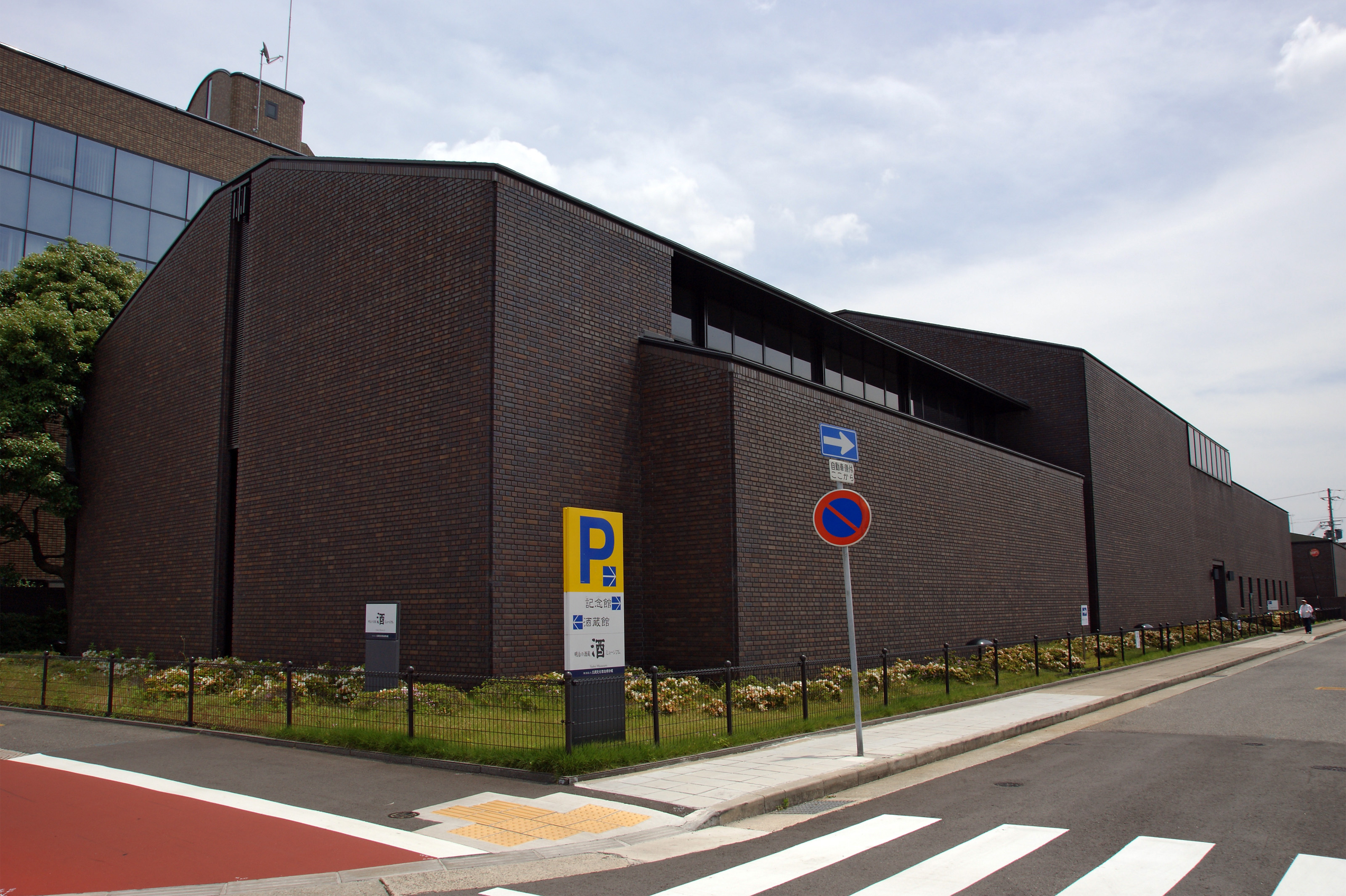
記念館